# 德明
德明（穆麟德轉寫：deming；？—1732年），掛爾察氏（卦爾察氏），滿洲鑲黃旗人，清朝政治人物，曾任刑部尚書、戶部尚書。

## 生平
曾任镶黄旗满洲第四㕘领第十三佐领（系康熙四十年（1701）将各佐领内馀丁编立，继任者进士德齡 (康熙進士)）、镶黄旗满洲第四㕘领第十七佐领（系康熙二十二年编立的俄罗斯佐领，前任有大学士马齐，载《钦定八旗通志》)。曾任山西巡撫。雍正五年六月乙巳，接替賽爾圖，擔任清朝刑部尚書，后改戶部尚書，由海壽接任。
雍正十年卒，諡端勤。

## 家族
- 祖父葉龍額。“葉龍額，鑲黄旗人，世居長白山地方，國初來歸。其子薩爾布原任筆帖式。孫徳明原任刑部尙書”（载《八旗滿洲氏族通譜》卷55）。
- 父。